# Yamaha YM3016

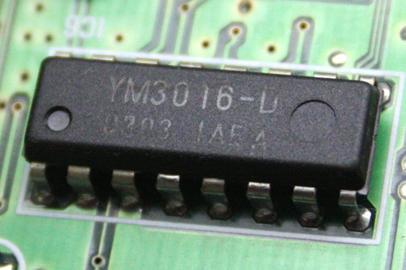
YM3016

El YM3016, también conocido como CAD-GS, es un chip convertidor de punto flotante c de digital a analógico desarrollado por Yamaha. Se genera una salida estéreo analógica (rango dinámico de 16 bits) desde una serie de dos canales o un binario de 16 bits o dos complementos de entrada, los datos de sonido que contiene una mantisa de 10 bits y el exponente de 7 bits. Se presentó junto a muchos chips Yamaha de síntesis de sonido, incluyendo el YM2608 y YM2610.